# Gare de Laluque
La gare de Laluque est une gare ferroviaire française (fermée au service des voyageurs) de la ligne de Bordeaux-Saint-Jean à Irun, située à la limite sud du territoire de la commune de Laluque près de la commune de Pontonx-sur-l'Adour, dans le département des Landes en région Nouvelle-Aquitaine.

## Situation ferroviaire
Gare de bifurcation, elle est située au point kilométrique (PK) 133,755 de la ligne de Bordeaux-Saint-Jean à Irun. Elle est également l'origine de la ligne de Laluque à Tartas exploitée par VFL pour le fret.
Son altitude est de 62 m.

## Histoire
La gare de Laluque ouvre en 1854 avec la création de la ligne Bordeaux-Dax part la compagnie du midi. En 1892 la Société des chemins de fer d'intérêt local du département des Landes met en service les lignes Laluque-Tartas et Laluque-Linxe, avec une halte au bourg de Laluque, et en 1909 la Société des chemins de fer du Born et du Marensin ouvre la ligne Linxe-Saint-Girons-en-Marensin, le tout permettant de relier Tartas à Saint-Girons via une ligne longue de 49 km.
Le temps de la drôle de guerre, la gare ferme aux voyageurs le 15 mai 1939 et rouvre le 15 juillet 1940. Le 27 juillet 1944 Henri Ferrand membre du groupe de resistance L'Armée Secrète de Pontonx, réalise le sabotage du train de munitions allemands en gare de Laluque. Les dégâts sont considérables, cinq-cents mètres de voies sont inutilisables, quatre voies de garage arrachées, toutes les caténaires sont détruites et la gare et le hall des marchandises sont sévèrement endommagés. Vingt-et-un wagons contenant des munitions sont entièrement détruis, cinquante autres sont incendiés. Seules les voies principales furent remises en état après une semaine de travaux, le trafic fut interrompu pendant une quinzaine de jours. Il n'y eut aucune victime. Seule la halle à marchandise est conservée, agrandie et convertie en gare, la gare d'origine à colombage est détruite,,,.
Le 27 avril 1950, la gare est fermée aux voyageurs avec l'ensemble de la ligne Tartas-Saint-Girons. La ligne Laluque-Saint-Girons ferme au fret le 1er septembre 1989. La ligne Laluque-Tartas est actuellement toujours ouverte au fret.
Un odonyme local (Place du 27-Juillet-1944 ) rappelle cet événement.

## Le trafic ferroviaire

### Service voyageurs
La gare est fermée au service des voyageurs.

### Service des marchandises
Cette gare est ouverte au service du fret.

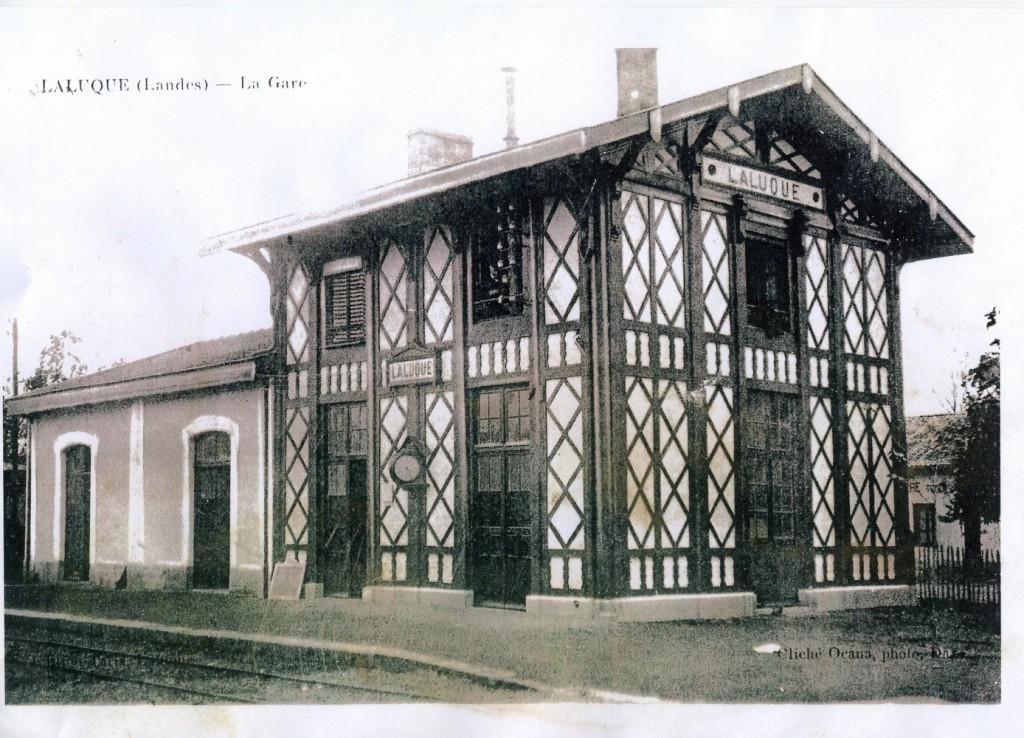
Gare de Laluque en 1907.
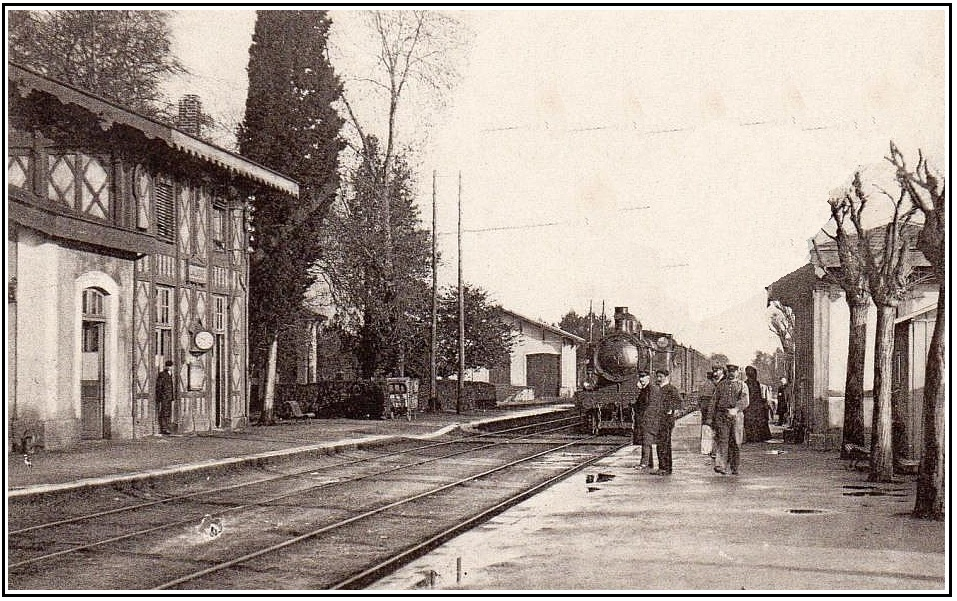
Arrivée d'un train à vapeur, début 1900.
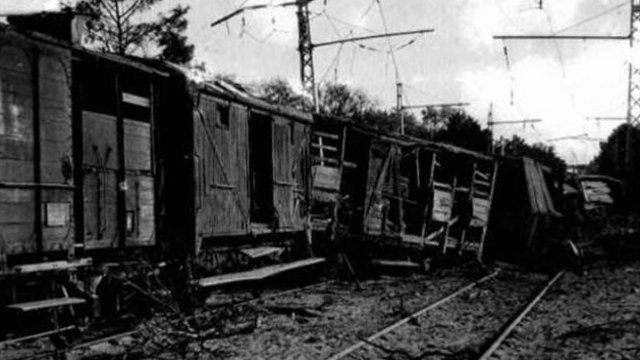
Le train de munition après son explosion, le 27 juillet 1944
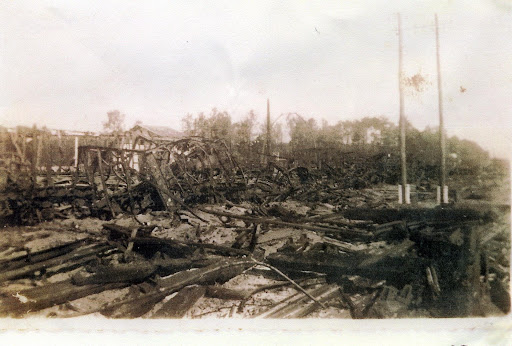
Dégâts de l'explosion
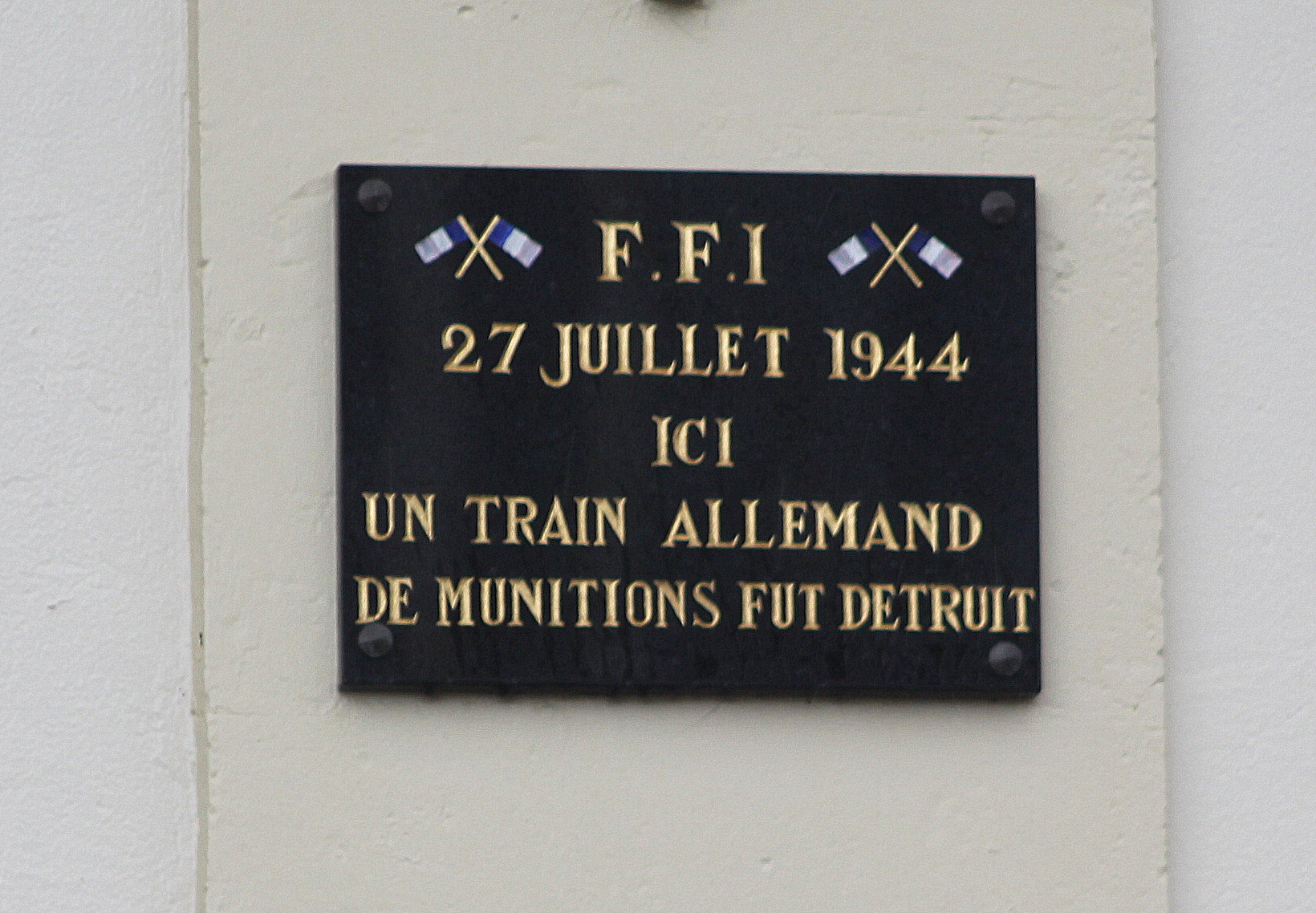
Plaque commémorative de Henri Ferrand, apposé sur l'école de Laluque.
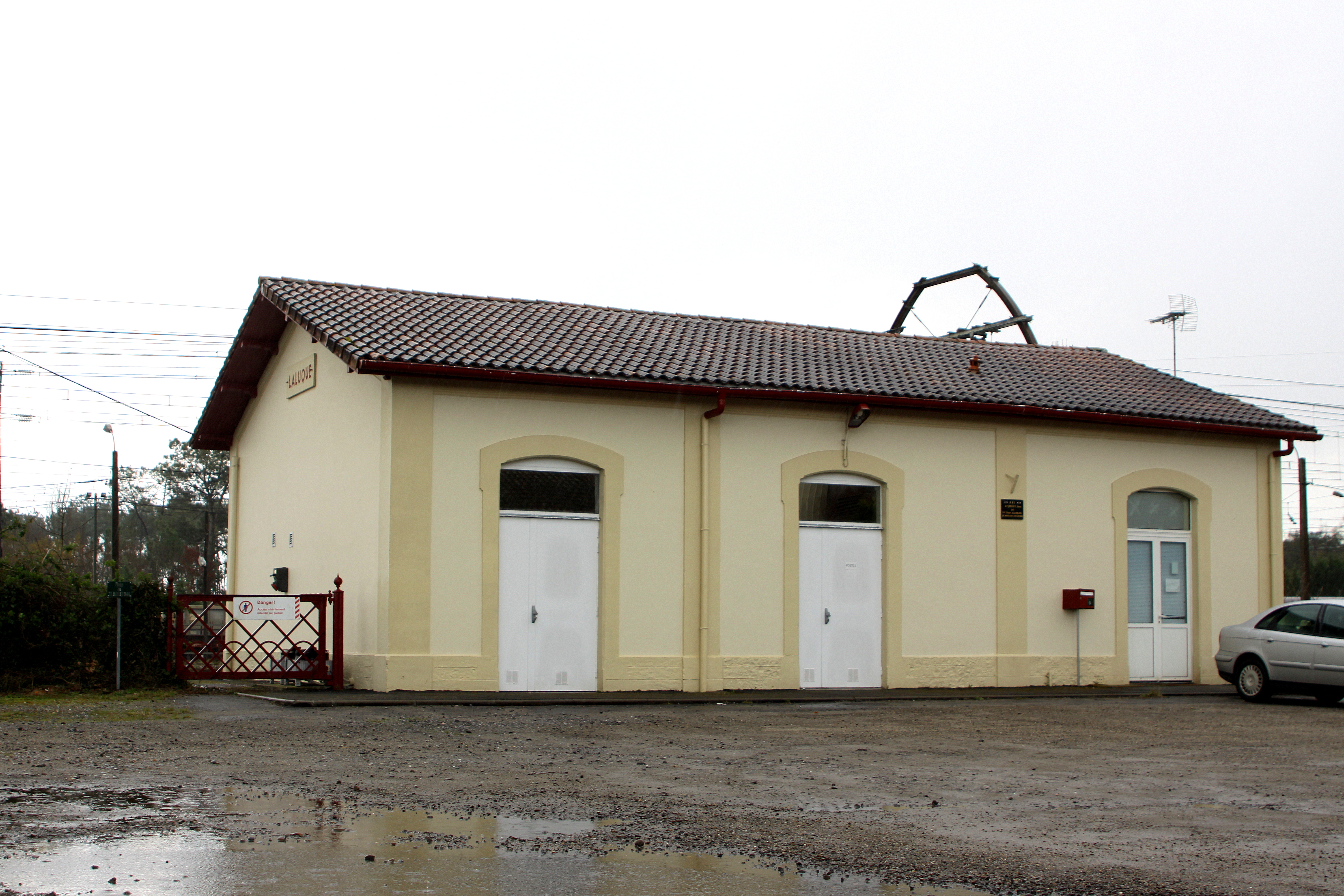
La gare en 2013